# 斯捷潘·塔拉巴爾卡
斯捷潘·伊萬諾維奇·塔拉巴爾卡（烏克蘭語：Степан Іванович Тарабалка，羅馬化：Stepan Ivanovych Tarabalka，1993年1月9日—2022年3月13日），烏克蘭空軍少校，王牌飛行員，其被多方消息來源稱為基輔幽靈本尊，但烏克蘭總統辦公室負責人阿列克謝·阿列斯托維奇和烏克蘭武裝部隊總參謀部的顧問均否認此事，烏克蘭空軍發言人尤里·伊格納特稱基輔幽靈是一個飛行員集體形象，而非個人。

## 生平
塔拉巴爾卡出身自工人家庭，父親伊萬·塔拉巴爾卡和母親娜塔莉亞·塔拉巴爾卡大部分時間都在葡萄牙工作，他自少在科羅利夫卡一個軍用機場旁邊生活，小時候就決定成為一名戰鬥機飛行員。塔拉巴爾卡13歲時就讀喀爾巴阡軍事體育學院，其後就讀哈爾科夫國立空軍大學，並於2014年畢業。
塔拉巴爾卡有一妹朱莉婭·塔拉巴爾卡，是一名醫生。他與奧萊尼亞·塔拉巴爾卡結婚，有一子亞力克·塔拉巴爾卡。

## 事蹟
2014年爆發俄烏戰爭，包括俄羅斯兼併克里米亞，以及烏克蘭東部與兩個分離主義國家的衝突，是塔拉巴爾卡的第一次戰鬥經歷。這讓他獲得了在頓巴斯地區飛行支援任務的經驗。2022年，塔拉巴爾卡參與了防衛烏克蘭被俄羅斯入侵的戰爭。
塔拉巴爾卡在戰爭初期以綽號「基輔幽靈」的名義被報導。當時，人們還未確定「基輔幽靈」是一名真正的飛行員，還是可能僅僅為了鼓舞士氣而虛構出來的一個傳奇英雄。烏克蘭政府選擇不透露塔拉巴爾卡的身份，甚至沒有向他的父母透露，經過一段時間後，對「基輔幽靈」的關注開始平息。他繼續摧毀俄羅斯戰機，穿越基輔和烏克蘭東部。
烏克蘭政府的一條推文強調了塔拉巴爾卡的事蹟，稱他是「已經成為俄羅斯入侵戰鬥機的噩夢」，并证实塔拉巴爾卡于同年3月13日阵亡后，他的事迹引起了國際關注。英国《泰晤士報》報導稱，塔拉巴爾卡在戰爭中駕駛米格-29戰鬥機擊落至少40架俄羅斯戰機，直至3月13日他本人在與「壓倒性」數量的俄羅斯戰機纏鬥時在日托米爾上空被擊落陣亡。
Censor.Net記者曾對塔拉巴爾卡作簡短採訪，出於安全原因，他的名字沒有公佈。塔拉巴爾卡表示：「我們每一個飛行員的死亡對我來說都非常痛苦，我認識他們之中的大多數人。我們在訓練或比賽中相遇。……而在俄軍攻勢中，每個人都做好了準備，每個人都成了敵人瞄準那些城市的幽靈……」
包括《紐約郵報》和BBC在內的多方消息表明，塔拉巴爾卡化名「基輔幽靈」，是在2022年2月24日在基輔攻勢的空戰中擊落多達6架俄羅斯戰機的匿名王牌飛行員本人，其本人擊落了40架飛機。但烏克蘭總統辦公室負責人阿列克謝·阿列斯托維奇和烏克蘭武裝部隊總參謀部的顧問均否認此事，烏克蘭空軍發言人尤里·伊格納特表示基輔幽靈是一個飛行員集體形象，而非個人。烏克蘭武裝部隊空軍司令部強調塔拉巴爾卡不是「基輔幽靈」，也沒有擊落40架飛機，「基輔幽靈」是第40戰術航空旅飛行員的合成形象。然而，網絡媒體《駕駛》在2022年4月發表了一篇烏克蘭飛行員採訪，飛行員談及與他同一基地的部隊成員「基輔幽靈」。在採訪中，飛行員指出了與塔拉巴爾卡相匹配的細節，包括他駕駛米格-29並且年僅29歲的事實。
由烏克蘭藝術家伊琳娜·科斯蒂連科（Ірина Костиренко）與同事共同为「基輔幽靈」创造一个三角形個人臂章，以象徵这名飞行员勇敢对抗入侵者和历史意义，贈送與塔拉巴爾卡，塔拉巴爾卡將基輔幽靈臂章縫在制服上。
消息人士向《泰晤士報》表示塔拉巴爾卡的頭盔和護目鏡將在倫敦拍賣，但沒有提供更多細節。
塔拉巴爾卡安葬於出身地科洛梅亞區科羅利夫卡。

## 榮譽
烏克蘭總統弗拉基米爾·澤連斯基發佈№148/2022總統令，因塔拉巴爾卡「在捍衛烏克蘭國家主權和領土完整、忠於軍事誓言方面表現出的個人勇氣和英雄氣概。」而被追授烏克蘭英雄稱號並追授金星勳章。在社群媒體上，烏克蘭人視祂為護衛烏克蘭天空抵抗入侵者的守護天使。
- 金星勳章